# Rue Portalis
La rue Portalis est une voie du 8e arrondissement de Paris. Elle a reçu sa dénomination en l'honneur du comte Jean-Étienne-Marie Portalis (1746-1807), jurisconsulte, l'un des artisans du code civil. 
Elle commence au 14, rue de la Bienfaisance et se termine au 17, rue de Madrid.
Cette rue présente la caractéristique d'être en contrebas d'une autre rue, la rue du Rocher, à laquelle on peut accéder par un escalier.

## Galerie de photographies

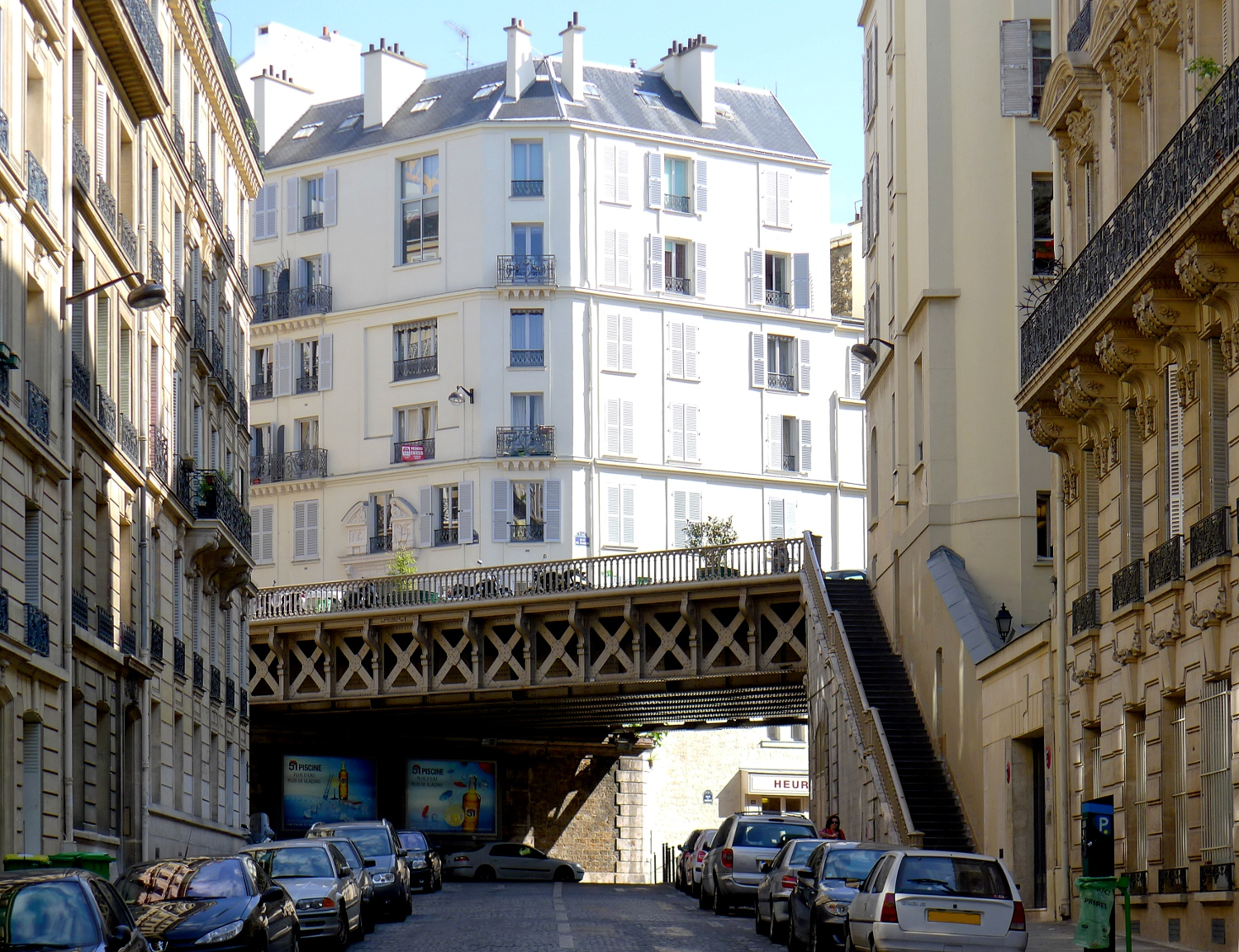
Le pont de la rue du Rocher enjambant les rues en contrebas.
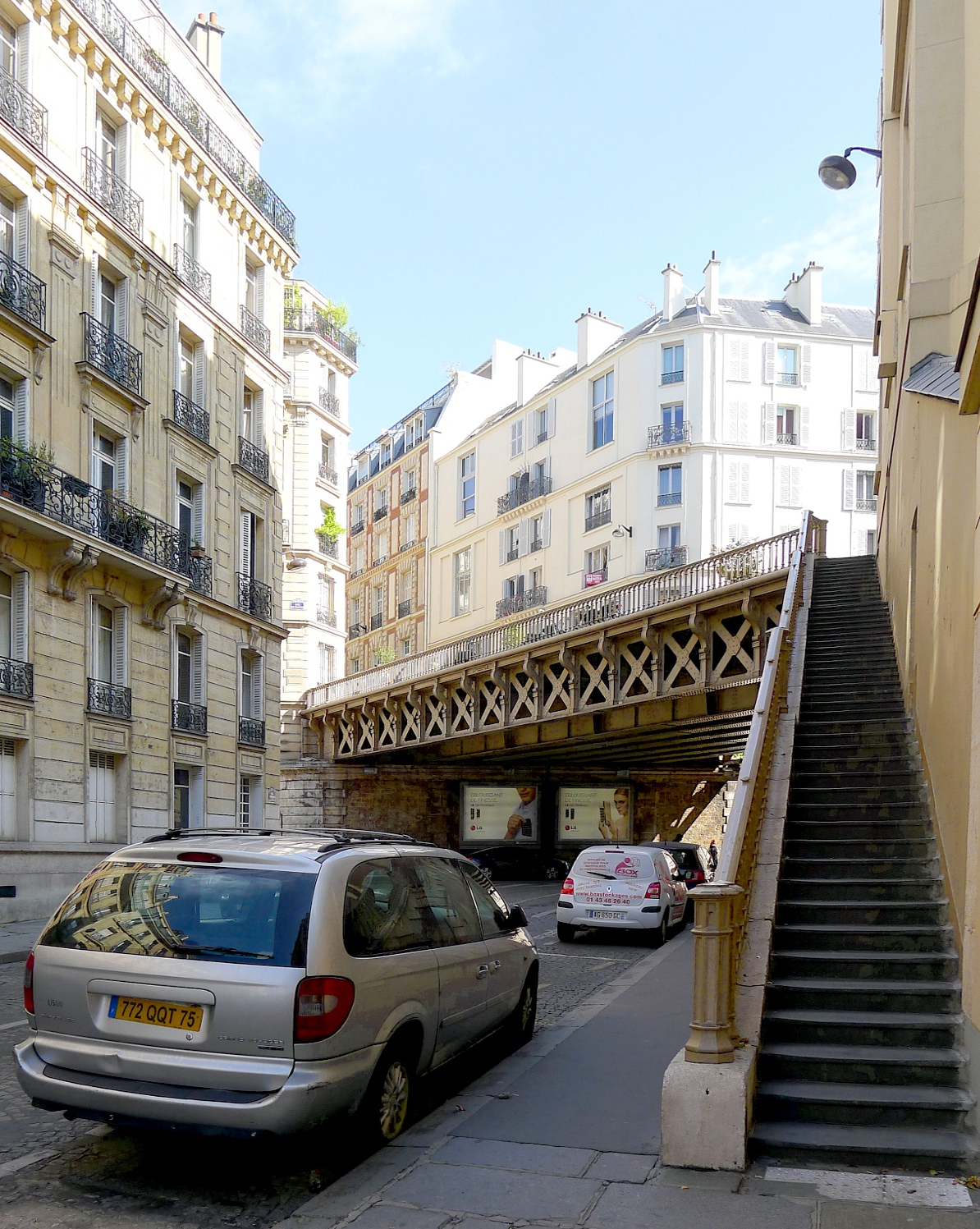
Escalier d'accès à la rue du Rocher.
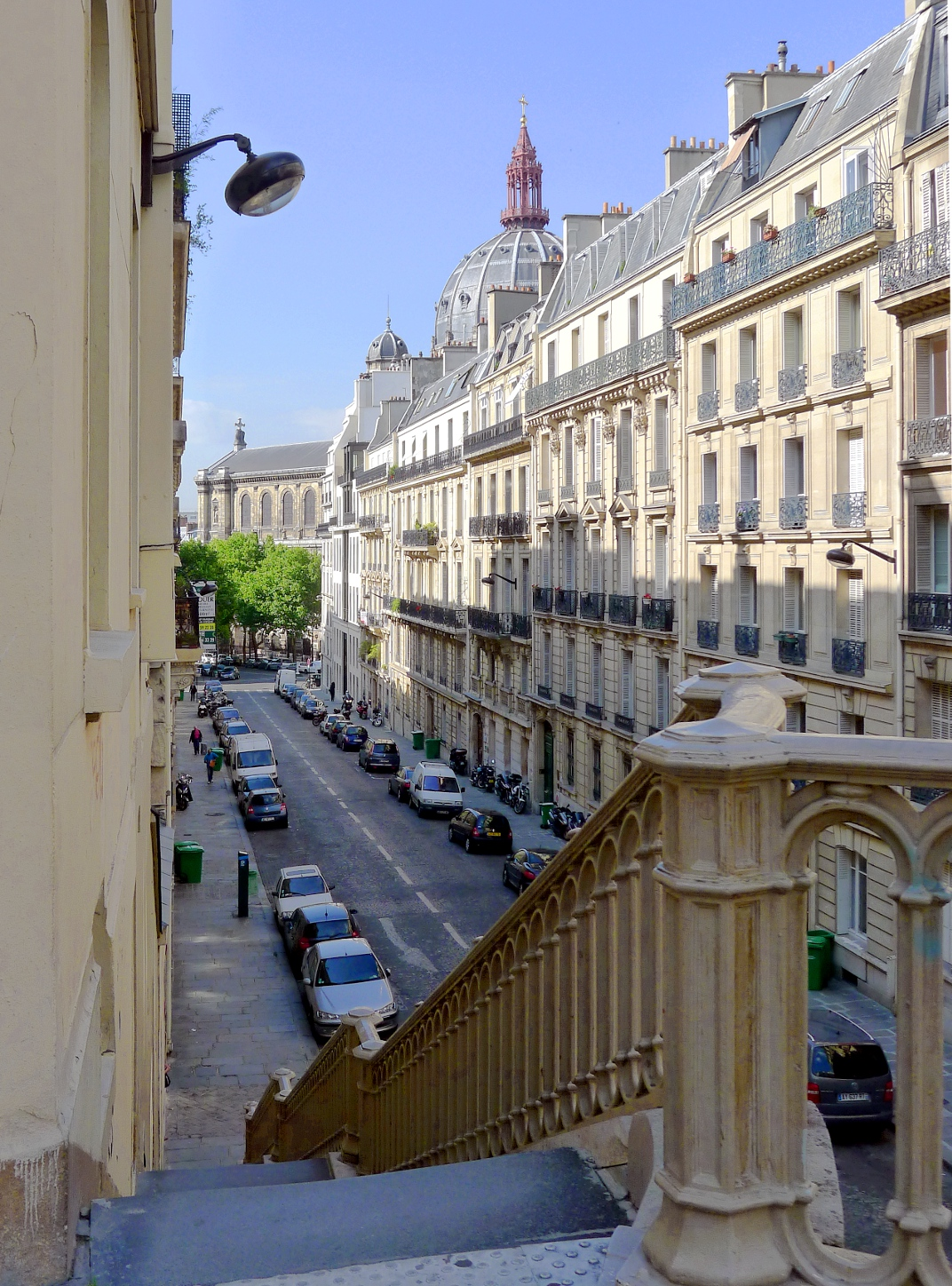
Rue Portalis vue de la rue du Rocher.

## Historique
Cette voie ouverte par un décret du 30 juin 1859 prend sa dénomination actuelle par un arrêté du 26 février 1867.

## Bâtiments remarquables et lieux de mémoire

### Habitants célèbres
- Le luthier Marcel Vatelot accueillait fréquemment dans sa salle à manger du 1er étage des instrumentistes et des compositeurs célèbres (Camille Saint-Saëns, Georges Enesco, et beaucoup d'autres) (no 11 bis). L'atelier est par la suite repris par son fils Étienne Vatelot (1925-2013), et est tenu depuis 1998 par Jean-Jacques Rampal.
- Jean-Pierre Raffarin[réf. nécessaire], ancien Premier ministre français.

## Source bibliographique
- Félix de Rochegude, Promenades dans toutes les rues de Paris. VIIIe arrondissement, Paris, Hachette, 1910.